# Caesar Augustus Rodney
Caesar Augustus Rodney (Wilmington, 4 gennaio 1772 – Buenos Aires, 10 giugno 1824) è stato un politico statunitense.

## Biografia
Fu il 7º procuratore generale degli Stati Uniti sotto i presidenti degli Stati Uniti d'America Thomas Jefferson (3º presidente) e James Madison (4º presidente).
Discendeva da Caesar Rodney uno dei firmatari della dichiarazione di indipendenza degli Stati Uniti d'America, i suoi genitori erano Thomas Rodney ed Elizabeth Fisher.
Studiò all'università della Pennsylvania, sposò Susan Hunn, morì in Argentina.